# Doubravník (železniční zastávka)
Doubravník je železniční zastávka v severní části městyse Doubravník v okrese Brno-venkov v Jihomoravském kraji, nedaleko řeky Svratky. Leží na jednokolejné neelektrizované regionální trati Žďár nad Sázavou – Tišnov. 

## Historie
Dne 23. června 1905 otevřela po náročných stavebních pracích v komplikovaném terénu společnost Místní dráha Německý Brod – Žďár (posléze přejmenována na Místní dráha Německý Brod – Tišnov) trať ze starého nádraží ve Žďáru nad Sázavou, kam železnici dovedla roku 1898, do Tišnova, odkud bylo možno po již existující trati z roku 1885 pokračovat do Brna. Stavba trati byla zahájena 30. června 1903 a prováděna stavební firmou Osvalda Životského. Nově postavené nádraží zde vzniklo dle typizovaného stavebního vzoru. Dopravu na trati zajišťovala společnost Císařsko-královské státní dráhy (kkStB). Po roce 1918 pak provoz přebraly Československé státní dráhy. Trať byla zestátněna v roce 1925.
Roku 1938 bylo Ministerstvem železnic vydáno rozhodnutí o stavbě nového železničního spojení z Havlíčkova Brodu do Brna. Provoz na nové trati byl zahájen 5. prosince 1953. Trať ze Žďáru přes Nové Město do Tišnova zůstala zachovaná pro místní obsluhu.
Stanice Doubravník měla dvě koleje a do její správy spadalo nákladiště Prudká a zastávka a nákladiště Borač. K 1. prosinci 1947 byla stanice změněna na zastávku a nákladiště, později pouze na zastávku. Pokladna v budově zastávky byla uzavřena v roce 2019.

## Popis
V zastávce Doubravník se nachází jedno jednostranné nekryté nástupiště.
S městysem je železniční zastávka spojena krátkou silnicí III/38716. U bývalé výpravní budovy stanice se nalézá autobusová zastávka.

## Galerie

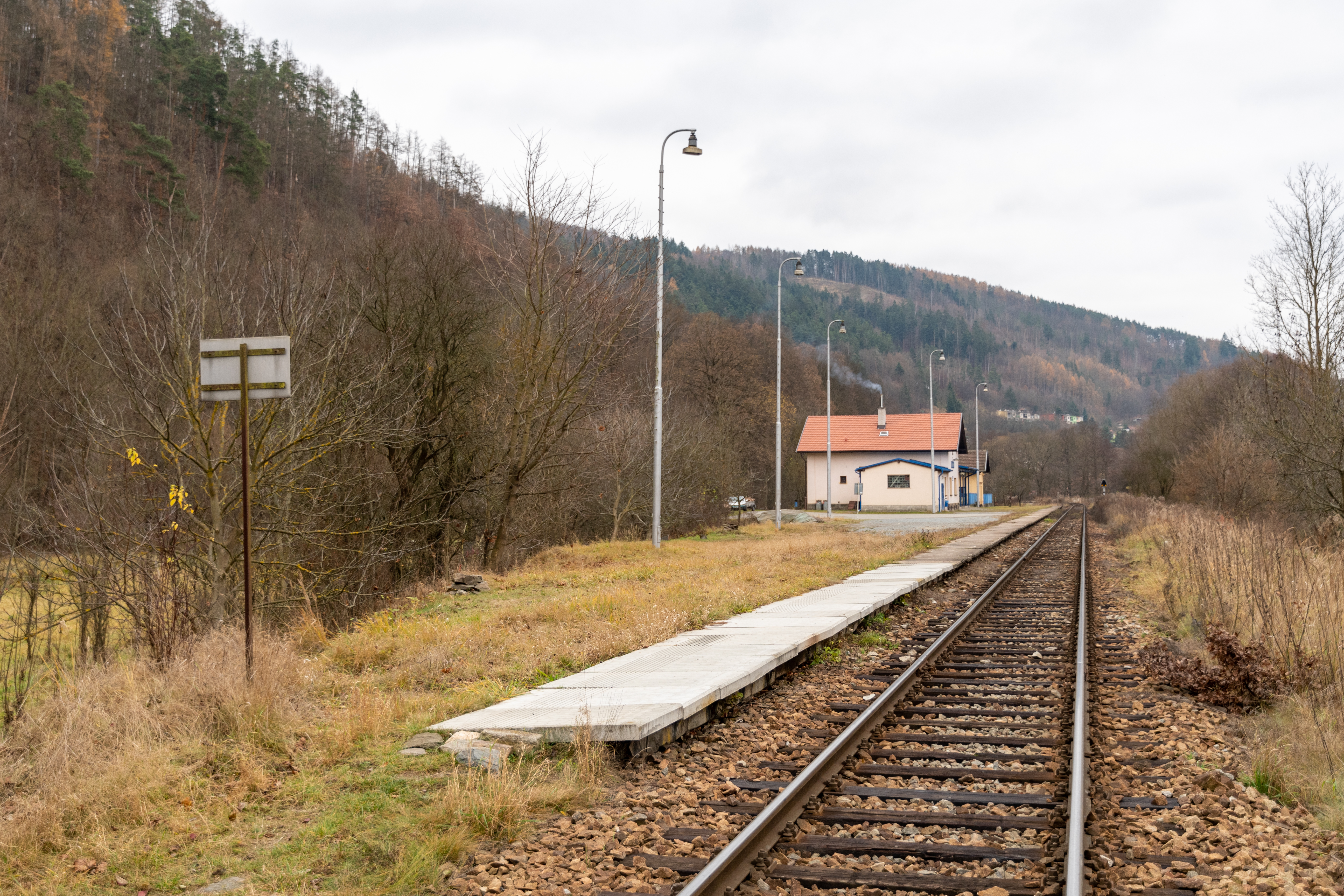
Celkový pohled na zastávku Doubravník
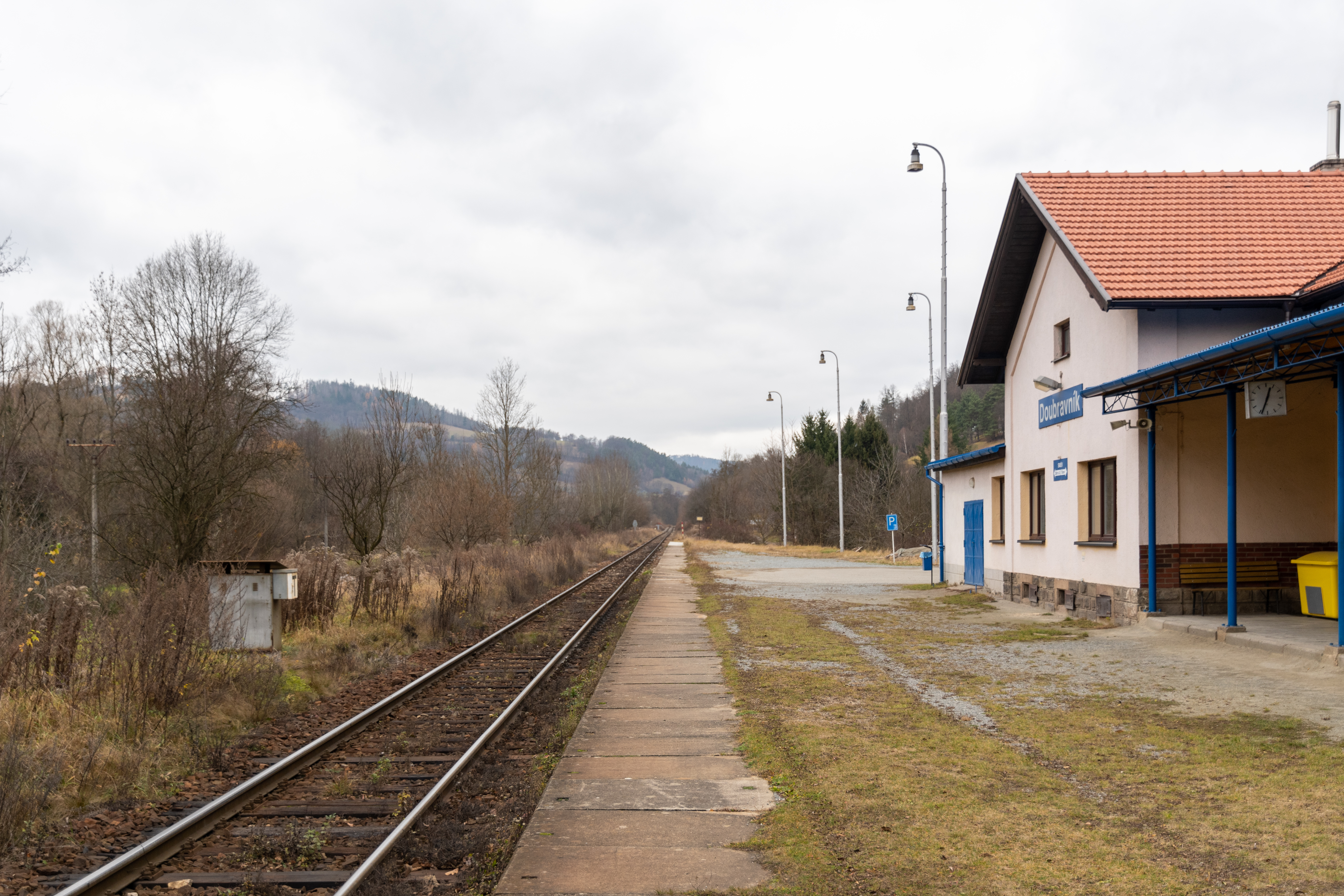
Nástupiště v zastávce
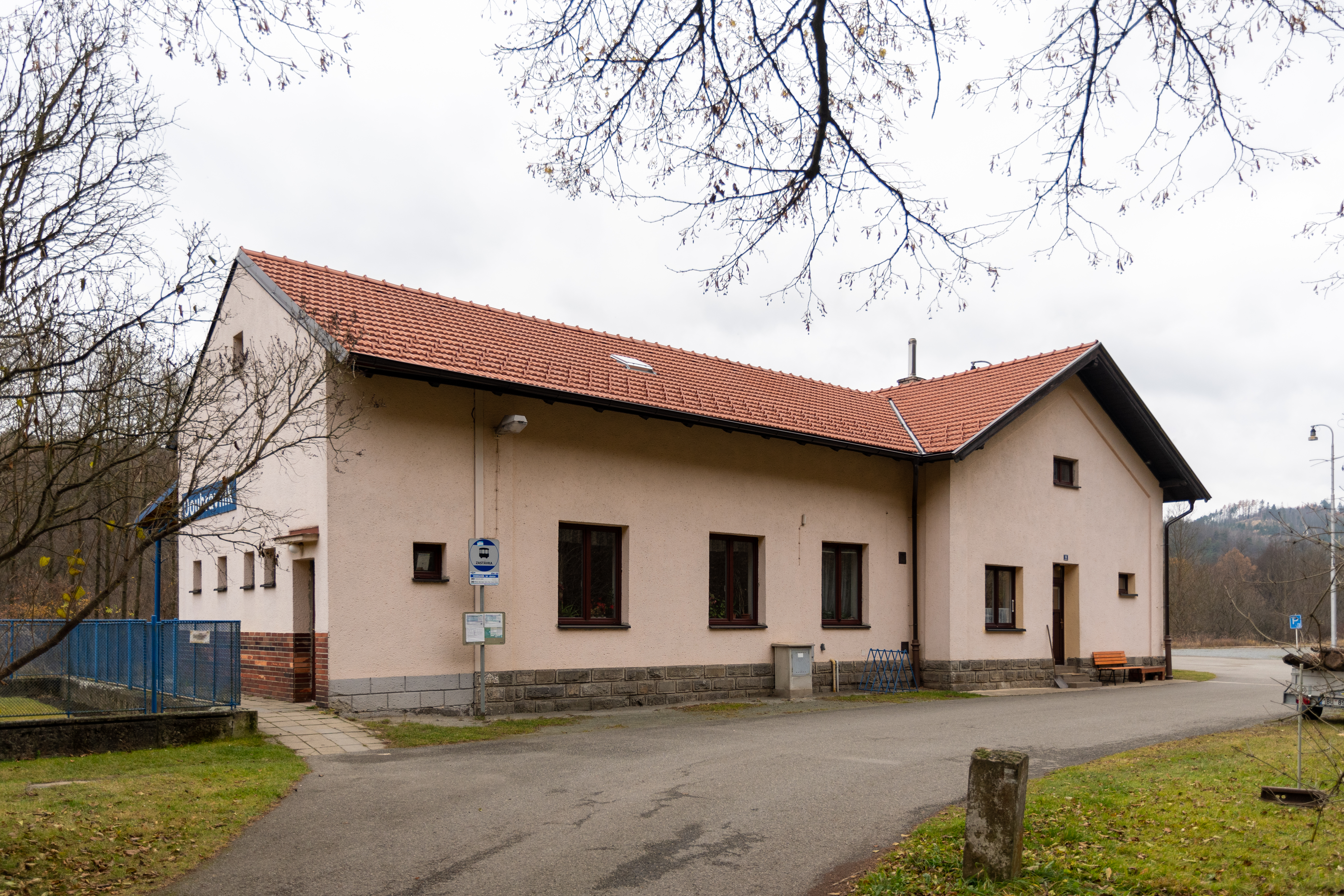
Bývalá staniční budova s autobusovou zastávkou